# Harakkaluodot
Harakkaluodot är en ö i Finland. Den ligger i sjön Simpelejärvi och i kommunen Parikkala i den ekonomiska regionen  Imatra ekonomiska region  och landskapet Södra Karelen, i den sydöstra delen av landet, 290 km nordost om huvudstaden Helsingfors. Öns area är omkring 560 kvadratmeter och dess största längd är 40 meter i nord-sydlig riktning.  Notera att namnet antyder att det är fråga om flera öar.